# Dekanat kirowsko-kliczewski
Dekanat kirowsko-kliczewski – jeden z pięciu dekanatów wchodzących w skład eparchii bobrujskiej i bychowskiej Egzarchatu Białoruskiego Patriarchatu Moskiewskiego.

## Parafie w dekanacie
- Parafia Opieki Matki Bożej w Kirowsku
  - Cerkiew Opieki Matki Bożej w Kirowsku
- Parafia Zwiastowania Najświętszej Maryi Panny w Kliczewie
  - Cerkiew Zwiastowania Najświętszej Maryi Panny w Kliczewie
- Parafia św. Kosmy i św. Damiana w Luboniczach
  - Cerkiew św. Kosmy i św. Damiana w Luboniczach
- Parafia św. Trójcy w Myszkowiczach
  - Cerkiew św. Trójcy w Myszkowiczach
- Parafia św. Paraskiewy Piątnickiej w Pawłowiczach
  - Cerkiew św. Paraskiewy Piątnickiej w Pawłowiczach
- Parafia Narodzenia Najświętszej Maryi Panny w Żyliczach
  - Cerkiew Narodzenia Najświętszej Maryi Panny w Żyliczach

## Galeria

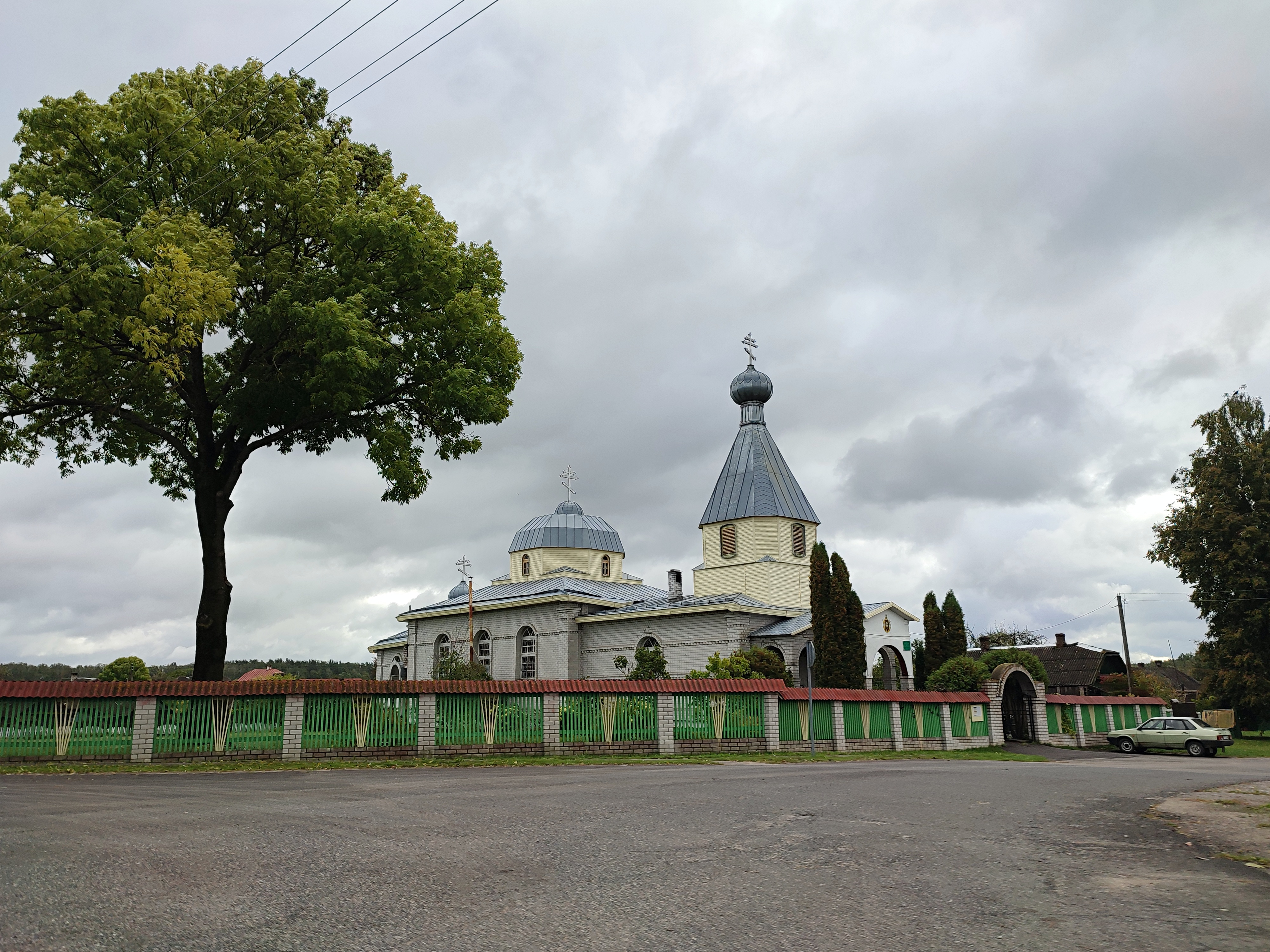
Cerkiew św. Kosmy i św. Damiana w Luboniczach
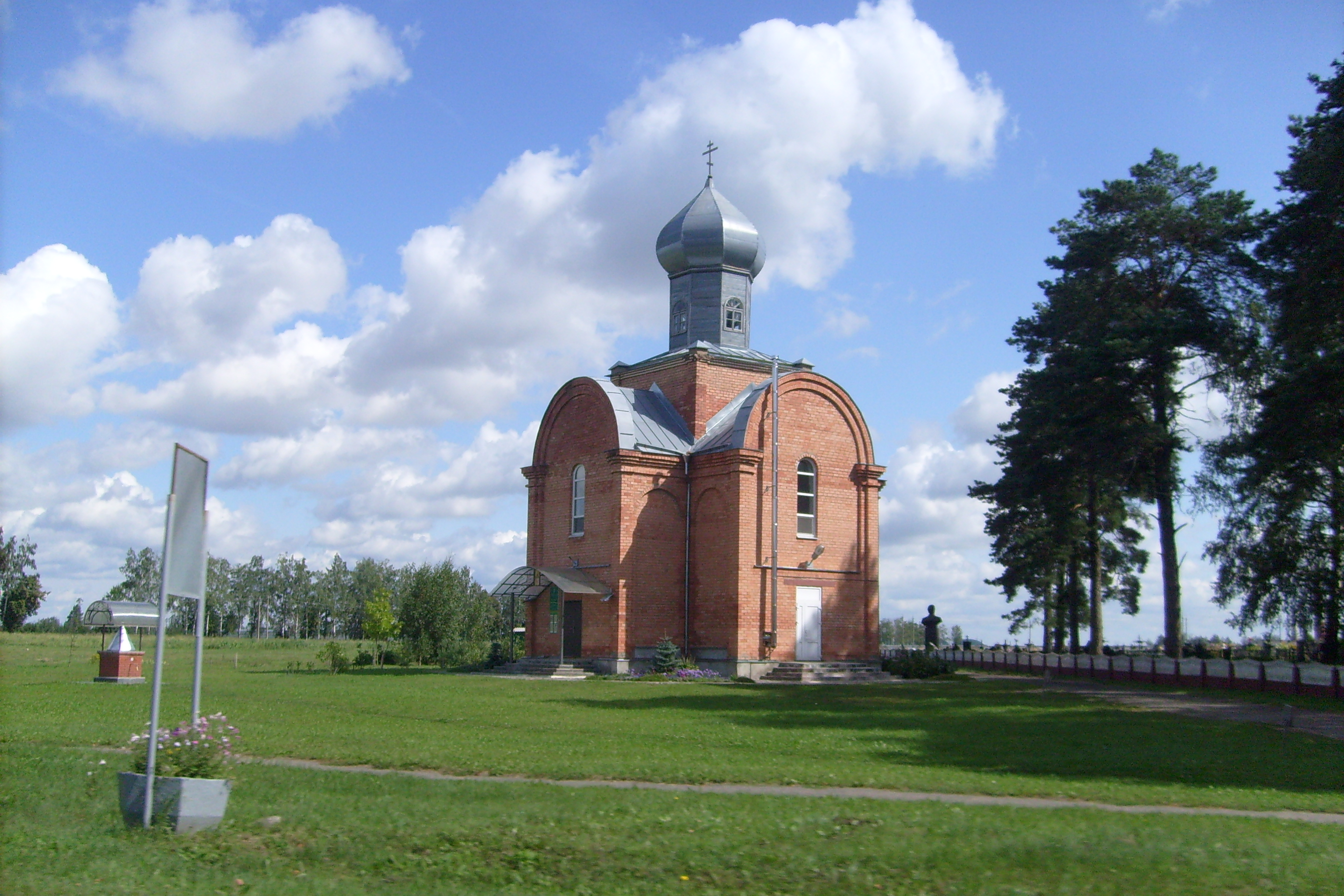
Cerkiew św. Trójcy w Myszkowiczach
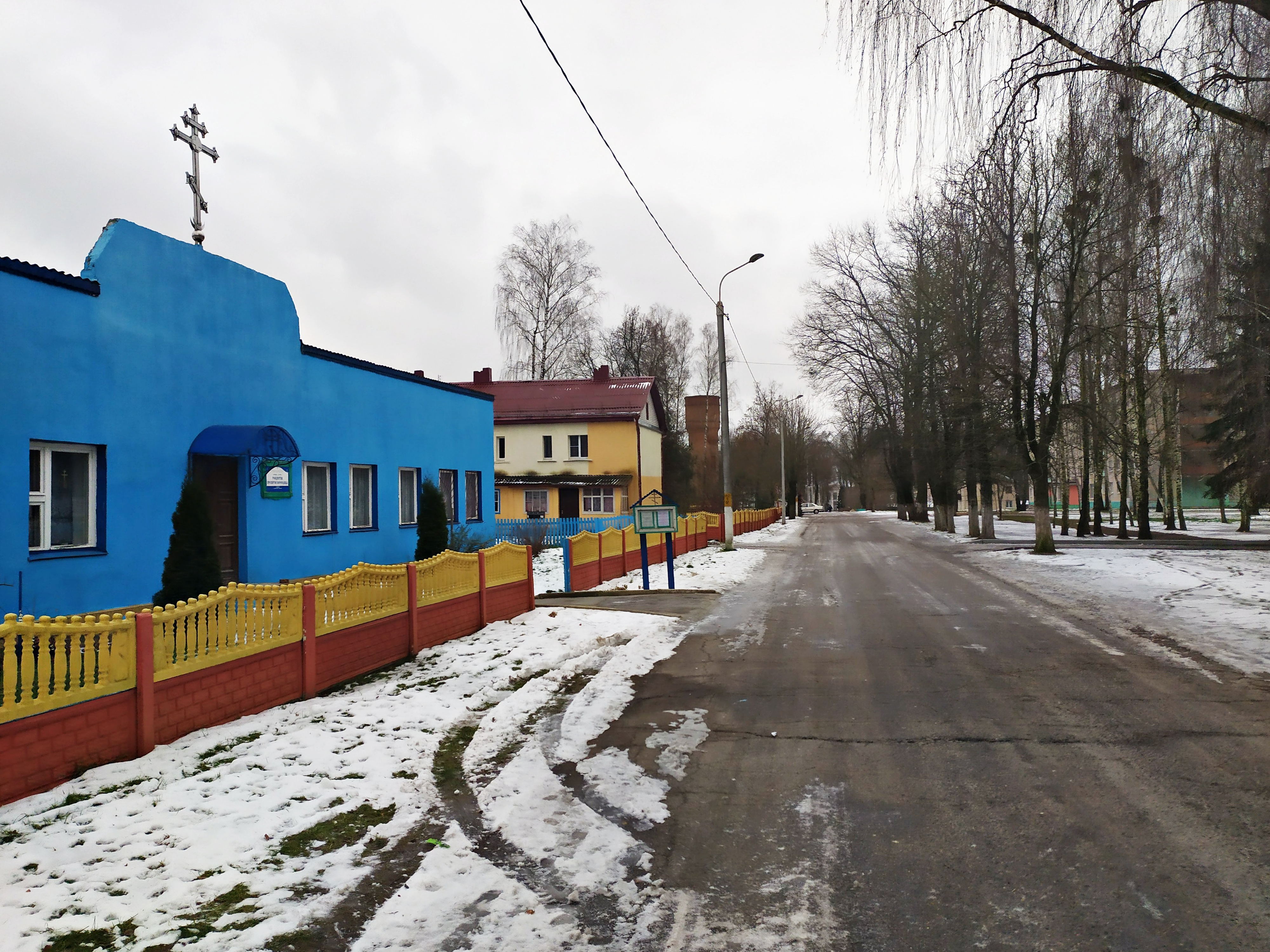
Cerkiew Narodzenia Najświętszej Maryi Panny w Żyliczach